# Malezi
Malezi è una circoscrizione urbana (urban ward) della Tanzania situata nel distretto urbano di Handeni, regione di Tanga. Conta una popolazione di 8 077 abitanti (censimento 2012).